# Iphitrachelus foutsi
Iphitrachelus foutsi är en stekelart som beskrevs av Jackson 1966. Iphitrachelus foutsi ingår i släktet Iphitrachelus och familjen gallmyggesteklar. Inga underarter finns listade i Catalogue of Life.